# Phihjon
Phihjon (hangul: 피현군, Phihjon-kun, handzsa: -峴郡, RR: P'ihyŏn-kun, ’hársdomb’) megye Észak-Koreában, Észak-Phjongan (P'yŏngan) tartományban.
1952-ben hozták létre Idzsu (Ŭiju), Rjongcshon (Ryŏngch'ŏn) és Csholszan (Ch'ŏlsan) megyék egyes részeiből.

## Földrajza
Északról Idzsu (Ŭiju) megye, nyugatról Sinidzsu (Sinŭiju) város és Rjongcshon (Ryŏngch'ŏn) megye, délről Jomdzsu (Yŏmju) és Tongnim (Tongrim) megyék, keletről Cshonma (Ch'ŏnma) megye határolja.
Legmagasabb pontja az 741 méter magas Munszuszan (문수산; 文繡山, Munsusan).

## Közigazgatása
1 községből (up (ŭp)), 21 faluból (ri (ri)) és 2 munkásnegyedből (rodongdzsagu (rodongjagu)) áll:
| - Phihjon-up (피현읍; -峴邑, P'ihyŏn-ŭp) - Kvang-ri (광리; 廣里, Kwang-ri) - Nonggon-ri (농건리; 農建里, Nonggŏn-ri) - Tanghu-ri (당후리; 堂後里, Tanghu-ri) - Tephjong-ri (대평리; 台坪里, Taep'yŏng-ri) - Tongszang-ri (동상리; 連上里, Tongsang-ri) - Tongszo-ri (동서리; 東西里, Tongsŏ-ri) - Rodzsung-ri (로중리; 蘆中里, Rojung-ri) - Rjonggje-ri (룡계리; 龍溪里, Ryonggye-ri) - Rjongun-ri (룡운리; 龍雲里, Ryongun-ri) - Rjongju-ri (룡유리; 龍遊里, Ryongyu-ri) - Rjonghung-ri (룡흥리; 龍興里, Ryonghŭng-ri) | - Pukszam-ri (북삼리; 北三里, Puksam-ri) - Szamszang-ri (삼상리; 三上里, Samsang-ri) - Szanggo-ri (상고리; 上古里, Sanggo-ri) - Szongdong-ri (성동리; 城東里, Sŏngdong-ri) - Szongdzsong-ri (송정리; 松亭里, Songjŏng-ri) - Csongszan-ri (정산리; 亭山里, Chŏngsan-ri) - Cshubong-ri (추봉리; 鷲峯里, Ch'ubong-ri) - Cshungnjol-ri (충렬리; 忠烈里, Ch'ungryŏl-ri) - Hadan-ri (하단리; 下端里, Hadan-ri) - Hvaszam-ri (화삼리; 化三里, Hwasam-ri) - Rjangcshek-rodongdzsagu (량책로동자구; 良策勞動者區, Ryangch'aek-rodongjagu) - Pengma-rodongdzsagu (백마로동자구; 白馬勞動者區, Paekma-rodongjagu) |

## Gazdaság
Phihjon (P'ihyŏn) megye gazdasága vegyiparra, fafeldolgozásra és gépiparra épül.

## Oktatás
Phihjon (P'ihyŏn) megye egy földgazdálkodási egyetemnek, egy mezőgazdasági főiskolának és számos általános, illetve középiskolának ad otthont.

## Egészségügy
A megye kb. 20 egészségügyi intézménnyel rendelkezik, köztük saját kórházzal.

## Közlekedés
A megye közutakon Sinidzsu (Sinŭiju) és a szomszédos megyék felől közelíthető meg. A megye vasúti kapcsolattal rendelkezik, a Pengma vasútvonal része.